# 日本探見二泊三日
『日本探見二泊三日』（にほんたんけんにはくみっか）は、紀行作家宮脇俊三の著した紀行文である。1991年JTBパブリッシングより刊行。

## 作品概要
月刊誌旅に『日本ふるさと探見』として1991年1月号から12月号に連載されたものを単行本化したものである。“五能線の秘境下車”は旅の750号の記念特集として1989年9月号に、“北海道ちほく高原鉄道・ふるさと銀河線”は旅に1990年12月号に掲載された。

## 構成
- 雨の熊野古道を拝む
- 親不知の険から山姥の里へ
- 豊後水道と日豊海岸の浦々
- 秋田の「かまくら」いろいろ
- 南淡路の明暗
- 阿武隈山地は三春と霊山
- 三泊四日の五島列島
- 夕張今昔
- 鵜飼と南無阿弥陀仏
- 四国お遍路やぶにらみ
- マツタケと石の蛭川村
- 五能線の秘境下車
- 北海道ちほく高原鉄道・ふるさと銀河線

## 書誌情報
- （JTBパブリッシング、1991年） ISBN 978-4-53-301668-4
- （角川文庫、1994年） ISBN 978-4-04-159807-8